# Cleveland (Québec)
Pour les articles homonymes, voir Cleveland (homonymie).
Cleveland est une municipalité de canton du Val-Saint-François, en Estrie, au Québec (Canada).
Essentiellement rurale, la municipalité est située en périphérie de la ville de Richmond.

## Toponymie
Nommée en l'honneur de George Nelson Cleveland, important propriétaire terrien, premier maire de la municipalité et solliciteur de  la proclamation du canton.

## Démographie
| 1991  | 1996  | 2001  | 2006  | 2011  | 2016  | 2021  |
| ----- | ----- | ----- | ----- | ----- | ----- | ----- |
| 1 609 | 1 581 | 1 564 | 1 590 | 1 609 | 1 541 | 1 588 |

## Administration
Les élections municipales se font en bloc et suivant un découpage de six districts.
| Cleveland Maires depuis 2003                                                                                         |                  |         |          |
| Élection | Maire            | Qualité | Résultat |
| 2003 | Gerald Badger    |         | Voir     |
| 2005 | Gerald Badger    | Voir    |          |
| 2009 | Pierre Grandmont |         | Voir     |
| 2013 | Herman Herbers   |         | Voir     |
| 2017 | Herman Herbers   | Voir    |          |
| 2021 | Herman Herbers   | Voir    |          |
| Élection partielle en italique Depuis 2005, les élections sont simultanées dans toutes les municipalités québécoises |                  |         |          |